# Jan Ottosson
Jan Bo Otto Ottosson (* 10. März 1960 in Högsäter, Gemeinde Färgelanda) ist ein ehemaliger schwedischer Skilangläufer.

## Werdegang
Jan Ottosson startete für Åsarna IK. Im Dezember 1982 gab er in Reit im Winkl über 15 Kilometer sein Debüt im Skilanglauf-Weltcup und belegte dort auf Anhieb Rang zehn. Ein Jahr später gewann er an selber Stelle über dieselbe Distanz sein erstes Weltcup-Rennen. Zuvor hatte der Schwede schon an den Nordischen Skiweltmeisterschaften 1982 am Holmenkollen in Oslo teilgenommen. Über 15 Kilometer war er Neunter geworden und mit der 4-mal-10-Kilometer-Staffel Fünfter. Besser verlief seine Teilnahme am nächsten Großereignis, den Olympischen Winterspielen 1984 von Sarajevo. Im Rennen über 30 Kilometer belegte Ottosson Rang 16, über 50 Kilometer Rang 14. Mit Thomas Wassberg, Benny Tord Kohlberg und Gunde Svan gewann er im Staffelrennen die Goldmedaille vor den Mannschaften aus der UdSSR und Finnland. Nächstes Großereignis waren die Nordischen Skiweltmeisterschaften 1987 in Oberstdorf, wo der Schwede über 50 Kilometer antrat und Zehnter wurde. Auch im nächsten Jahr nahm er wieder erfolgreich an einem Großereignis teil. Bei den Olympischen Winterspielen 1988 in Calgary gewann er mit der Staffel, zu der erneut Wassberg und Svan sowie Torgny Mogren zählten, die Goldmedaille. Einzeln startete er über 50 Kilometer und wurde Sechster.
Bei den Nordischen Skiweltmeisterschaften 1989 startete Ottosson beim 50-Kilometer-Lauf und erreichte dort den 12. Platz. Zwei Jahre später im Val di Fiemme wurde er Sechster im 15-Kilometer-Lauf und Siebter über 50 Kilometer. Fast ein Jahrzehnt hatte Ottosson konstant gute Leistungen erbracht; in der Saison vor den Olympischen Spielen 1992 in Albertville ließ er allerdings merklich nach. Bislang hatte er meist Top-Ten-Platzierungen und nur selten Plätze schlechter als Rang 15 erzielt, nun aber konnte er sich nie besser als Rang 20 platzieren. Dennoch startete er über 30 Kilometer (11.) und 50 Kilometer (44.) bei den Spielen. In den beiden folgenden Saisonen konnte er seine Leistungen noch einmal stabilisieren. Bei den Nordischen Skiweltmeisterschaften 1993 in Falun startete er erneut in der Staffel, die jedoch nur einen enttäuschenden sechsten Platz erzielte. Besser lief es in den Einzelwettkämpfen. Über 30 Kilometer wurde Ottosson 15., über 50 Kilometer sogar Zehnter. Das letzte Großereignis seiner Karriere waren die Olympischen Spiele 1994 in Lillehammer. Ottosson wurde 14. über 10 Kilometer, 15. in der Verfolgung und 18. über 30 Kilometer. Nach den Spielen startete er noch einmal in einem Weltcup-Rennen in seiner Heimat Falun und wurde dort über 15 Kilometer Neunter. Danach beendete er seine Karriere.
Ottosson konnte in seiner Karriere in 27 Weltcup-Rennen unter die besten Zehn laufen. Ein Rennen gewann er, einmal wurde er Zweiter, drei Rennen beendete er als Dritter. Zudem gewann Ottosson viermal, 1989, 1991, 1992 und 1994 den Wasalauf.

## Erfolge

### Weltcupsiege im Einzel
| Nr. | Datum           | Ort           | Disziplin             |
| --- | --------------- | ------------- | --------------------- |
| 1.  | 14. Januar 1983 | Reit im Winkl | 15 km Individualstart |

### Siege bei Skimarathon-Rennen
- 1989 Wasalauf, 90 km klassisch
- 1991 Wasalauf, 90 km klassisch
- 1992 Wasalauf, 90 km klassisch
- 1994 Wasalauf, 90 km klassisch

### Weltcup-Gesamtplatzierungen
| Saison  | Platz | Punkte |
| ------- | ----- | ------ |
| 1981/82 | 7.    | 60     |
| 1982/83 | 30.   | 26     |
| 1983/84 | 9.    | 65     |
| 1984/85 | 28.   | 23     |
| 1985/86 | 12.   | 26     |
| 1986/87 | 26.   | 19     |
| 1987/88 | 8.    | 58     |
| 1988/89 | 17.   | 27     |
| 1989/90 | 9.    | 48     |
| 1990/91 | 16.   | 38     |
| 1991/92 | 42.   | 5      |
| 1992/93 | 13.   | 199    |
| 1993/94 | 23.   | 111    |